# دهستان دودانگه سفلی
دهستان دودانگه سفلی نام دهستانی در بخش ضیاءآباد شهرستان تاکستان، استان قزوین در ایران است. براساس سرشماری مرکز آمار ایران در سال ۱۳۸۵، جمعیت آن ۶٬۷۶۲ نفر (۱٬۷۶۶  خانوار) بوده‌است.